# Angle Inlet (Minnesota)
Angle Inlet es un lugar designado por el censo ubicado en el condado de Lake of the Woods y un área no incorporada en el estado estadounidense de Minnesota. En el Censo de 2010 tenía una población de 60 habitantes y una densidad poblacional de 11,49 personas por km². Cerca del poblado, los franceses construyeron el fuerte Saint Charles en 1732, como una avanzada de su colonia Nueva Francia.

## Geografía
Angle Inlet, literalmente en español "Entrada de Ángulo", constituye una especie de saliente en la línea fronteriza entre Canadá (Manitoba y Ontario) y Estados Unidos (Minnesota). Es parte del área denominada  Northwest Angle, un lugar al que únicamente se puede acceder por tierra desde Canadá. Es el punto más al norte de los Estados Unidos (excluyendo Alaska).
Se encuentra ubicado en las coordenadas 49°20′57″N 95°4′16″O / 49.34917, -95.07111. Según la Oficina del Censo de los Estados Unidos, Angle Inlet tiene una superficie total de 5.22 km², de la cual 4.5 km² corresponden a tierra firme y 0.73 km² (13.93 %) es agua.

## Demografía
Según el censo de 2010, había 60 personas residiendo en Angle Inlet. La densidad de población era de 11,49 hab./km². De los 60 habitantes, Angle Inlet estaba compuesto por el 100 % blancos, el 0 % eran afroamericanos, el 0 % eran amerindios, el 0 % eran asiáticos, el 0 % eran isleños del Pacífico, el 0 % eran de otras razas y el 0 % pertenecían a dos o más razas. Del total de la población el 0 % eran hispanos o latinos de cualquier raza.